# Progressione del record mondiale dei 100 metri ostacoli

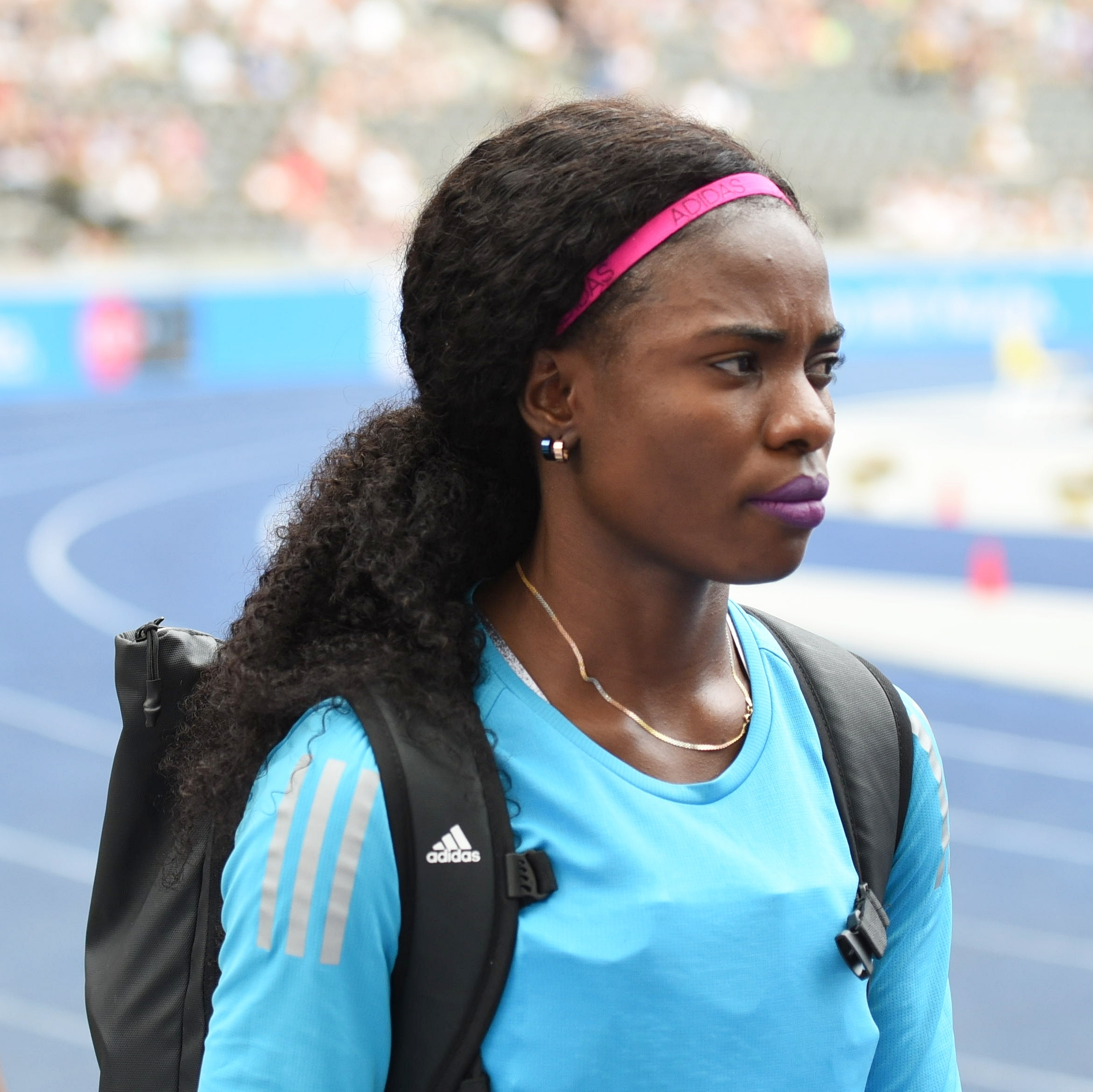
Tobi Amusan, detentrice del record mondiale della specialità

La voce seguente illustra la progressione del record mondiale dei 100 metri ostacoli femminili di atletica leggera.
La gara dei 100 metri ostacoli è una specialità esclusivamente femminile e fa parte del programma olimpico da Monaco di Baviera 1972; precedentemente dai Giochi olimpici di Los Angeles 1932 a quelli di Città del Messico 1968 si era disputata la gara degli 80 metri ostacoli. Il primo record mondiale femminile venne riconosciuto dalla federazione internazionale di atletica leggera nel 1969.
Dal 1975 la federazione internazionale ha accettato anche il cronometraggio elettronico per i record nelle distanze fino ai 400 metri e dal 1977 ha richiesto, per l'omologazione dei record, unicamente il cronometraggio elettronico al centesimo di secondo. La tedesca orientale Annelie Ehrhardt, vincitrice dei Giochi olimpici di Monaco di Baviera 1972 col tempo di 12"59, è stata riconosciuta come prima detentrice del record mondiale con cronometraggio elettronico. Ad oggi, la World Athletics ha ratificato ufficialmente 23 record mondiali di specialità.

## Progressione
| Tempo                      | Vento (m/s) | Atleta            | Nazione       | Luogo                     | Data              | Note  |
| -------------------------- | ----------- | ----------------- | ------------- | ------------------------- | ----------------- | ----- |
| 13"3 m                     | +1,0        | Karin Balzer      | Germania Est  | Varsavia, Polonia         | 20 giugno 1969    |       |
| 13"3 m                     | +1,3        | Teresa Sukniewicz | Polonia       | Varsavia, Polonia         | 20 giugno 1969    |       |
| 13"0 m                     | +1,6        | Karin Balzer      | Germania Est  | Lipsia, Germania Est      | 27 luglio 1969    |       |
| 12"9 m                     | +0,7        | Karin Balzer      | Germania Est  | Berlino Est, Germania Est | 5 settembre 1969  |       |
| 12"8 m                     | +1,3        | Teresa Sukniewicz | Polonia       | Varsavia, Polonia         | 20 giugno 1970    |       |
| 12"8 m                     | +1,1        | Chi Cheng         | Taipei cinese | Monaco, Germania Ovest    | 12 luglio 1970    | [ 3 ] |
| 12"7 m                     | +0,4        | Karin Balzer      | Germania Est  | Berlino Est, Germania Est | 26 luglio 1970    |       |
| 12"7 m                     | +1,6        | Teresa Sukniewicz | Polonia       | Varsavia, Polonia         | 20 settembre 1970 |       |
| 12"7 m                     | +1,5        | Karin Balzer      | Germania Est  | Berlino Est, Germania Est | 25 luglio 1971    |       |
| 12"6 m                     | +1,9        | Karin Balzer      | Germania Est  | Berlino Est, Germania Est | 31 luglio 1971    |       |
| 12"5 m                     | +0,7        | Annelie Ehrhardt  | Germania Est  | Potsdam, Germania Est     | 15 giugno 1972    |       |
| 12"5 m                     | +0,9        | Pam Kilborn       | Australia     | Varsavia, Polonia         | 28 giugno 1972    | [ 3 ] |
| 12"3 m                     | +1,5        | Annelie Ehrhardt  | Germania Est  | Dresda, Germania Est      | 22 luglio 1973    | [ 4 ] |
| Cronometraggio elettronico |             |                   |               |                           |                   |       |
| 12"59                      | -0,6        | Annelie Ehrhardt  | Germania Est  | Monaco, Germania Ovest    | 8 settembre 1972  |       |
| 12"48                      | +1,9        | Grażyna Rabsztyn  | Polonia       | Fürth, Germania Ovest     | 10 giugno 1978    |       |
| 12"36                      | +1,9        | Grażyna Rabsztyn  | Polonia       | Varsavia, Polonia         | 13 giugno 1980    |       |
| 12"35                      | +0,1        | Jordanka Donkova  | Bulgaria      | Colonia, Germania Ovest   | 17 agosto 1986    |       |
| 12"29                      | -0,4        | Jordanka Donkova  | Bulgaria      | Colonia, Germania Ovest   | 17 agosto 1986    |       |
| 12"26                      | +1,5        | Jordanka Donkova  | Bulgaria      | Lubiana, Jugoslavia       | 7 settembre 1986  |       |
| 12"25                      | +1,4        | Ginka Zagorčeva   | Bulgaria      | Drama, Grecia             | 8 agosto 1987     |       |
| 12"21                      | +0,7        | Jordanka Donkova  | Bulgaria      | Stara Zagora, Bulgaria    | 20 agosto 1988    |       |
| 12"20                      | +0,3        | Kendra Harrison   | Stati Uniti   | Londra, Regno Unito       | 22 luglio 2016    |       |
| 12"12                      | +0,9        | Tobi Amusan       | Nigeria       | Eugene, Stati Uniti       | 24 luglio 2022    |       |